# Cá mút đá myxin đen
Cá mút đá myxin đen, tên khoa học Eptatretus deani, là một loài cá mút đá myxin.
Giống như các loài cá mút đá myxin khác, thói quen ăn uống khả năng sản xuất chất nhờn đã khiến các phương tiện truyền thông khoa học và truyền thông gọi chúng là sự "kinh tởm" của tất cả các sinh vật biển. Mặc dù chúng đôi khi được gọi là "cá chình nhờn", chúng không phải cá chình.